# 中村京太郎
中村 京太郎（なかむら きょうたろう、1880年3月25日 - 1964年12月24日）は、日本の週刊点字新聞『点字毎日』の初代編集長、日本初の普通科盲人教員。

## 生涯
1880年に静岡県浜名郡和地村(現・浜松市中央区)で生まれた。生来の弱視で、小学校に入ることもできなかった。13歳になって、東京盲唖学校の存在を知る。反対する両親を説得して、1894年に14歳で同校に入学する。卒業と同時に東京盲唖学校の普通科教員になったが、これは、視覚障害者が同校の普通科教員になったケースとしては第1号であった。台湾慈恵院盲部の主任教諭などを務めて、1922年に『点字毎日』の編集主任になり、同紙の刊行に尽くすとともに、視覚障害者のための数々の事業をも始めた。
- 『道ひとすじ―昭和を生きた盲人たち―』で、昭和時代に活躍した著名な盲人100人の一人に挙げられている。
- 著書『評論集　光よ照らせ』と、阿佐博『中村京太郎―目を閉じて見るもの―』は、大空社の「盲人たちの自叙伝」第3期20冊の1冊として復刻された。

## 略歴
- 1880年3月 静岡県和地村で生まれる
- 1894年 東京盲唖学校（現筑波大学附属視覚特別支援学校に入学）
- 1900年 東京盲唖学校の普通科教員になる
- 1901年4月 正則英語学校夜間部に入学し、英語を学ぶ
- 1904年 台湾慈恵院盲部(現・國立臺南大學附屬啟聰學校)の主任教諭・校長になる
- 1911年 同院を退職して帰国する
- 1912年 イギリスの盲人高等師範学校に入学する
- 1914年 ロンドンで開かれた第4回万国盲人事業家大会に出席する
- 1919年 左近允孝之進により創刊された点字週刊誌『あけぼの』を復刊させる
- 1922年 『あけぼの』を廃刊し、『点字毎日』の編集主任になる
- 1931年 ニューヨークで開かれた世界盲人事業者会議に出席する
- 1944年 『点字毎日』の実務を退き、顧問になる
- 1947年 文部省盲教育義務制実施準備委員になる
- 1950年 パリで開かれたユネスコ世界点字統一会議に出席する
- 1955年 青鳥会からヘレン・ケラー賞を受ける
- 1963年 日本盲人会連合から岩橋賞を受賞する
- 1964年12月24日 逝去。享年84

## 『点字毎日』
- 中村創刊の『点字毎日』は、毎日新聞社が発行する週刊点字新聞で、2017年で創刊９5年を迎える。点字で発行され、視覚障害者の福祉・教育・文化の向上に寄与し、視覚障害者と社会とをつなぐ懸け橋になることを目指している。1922年5月に創刊され、全盲の中村京太郎が初代編集長となった。中村は創刊号に「発刊の目的は、失明者に対して自ら読み得る新聞を提供し、本社発行の各種の新聞とあいまちて、新聞の文化的使命を徹底せしめんとするにほかありません。かくして、一方には盲人に対し、一個の独立せる市民として社会に活動するに必要な知識と勇気と慰安とを与え、他方には、これまで盲人に対して眠れる社会の良心を呼び覚まさんとするにあります」と書いている。
- 中村京太郎は8年間、この『点字毎日』の編集長を務め、『点字毎日』の事業として、視覚障害者を対象にした懸賞文の募集、全国盲学生体育大会の開催、盲学生雄弁大会の開催、点字教科書の発行などを始めて永続させた。